# Laranja sanguínea
A laranja sanguínea ou laranja-de-sangue é uma variedade da laranja (Citrus sinensis) de coloração carmesim. O fruto é menor do que uma, a sua casca é geralmente vermelha. A polpa escura, numa distintiva cor é devida à presença de antocianina, um pigmento comum em muitas flores e frutos, mas incomum em citrinos. Às vezes há coloração escura na parte externa da casca, também dependendo da variedade de laranja sanguínea. O grau de coloração depende da luz, temperatura e variedade.
A laranja sanguínea é frequentemente descrito como um híbrido entre a toranja e a tangerina, mas na verdade é apenas uma mutação de uma laranjeira. Há três tipos de laranja sanguínea no mundo: Moro, Tarocco e Sanguinello.

## Moro

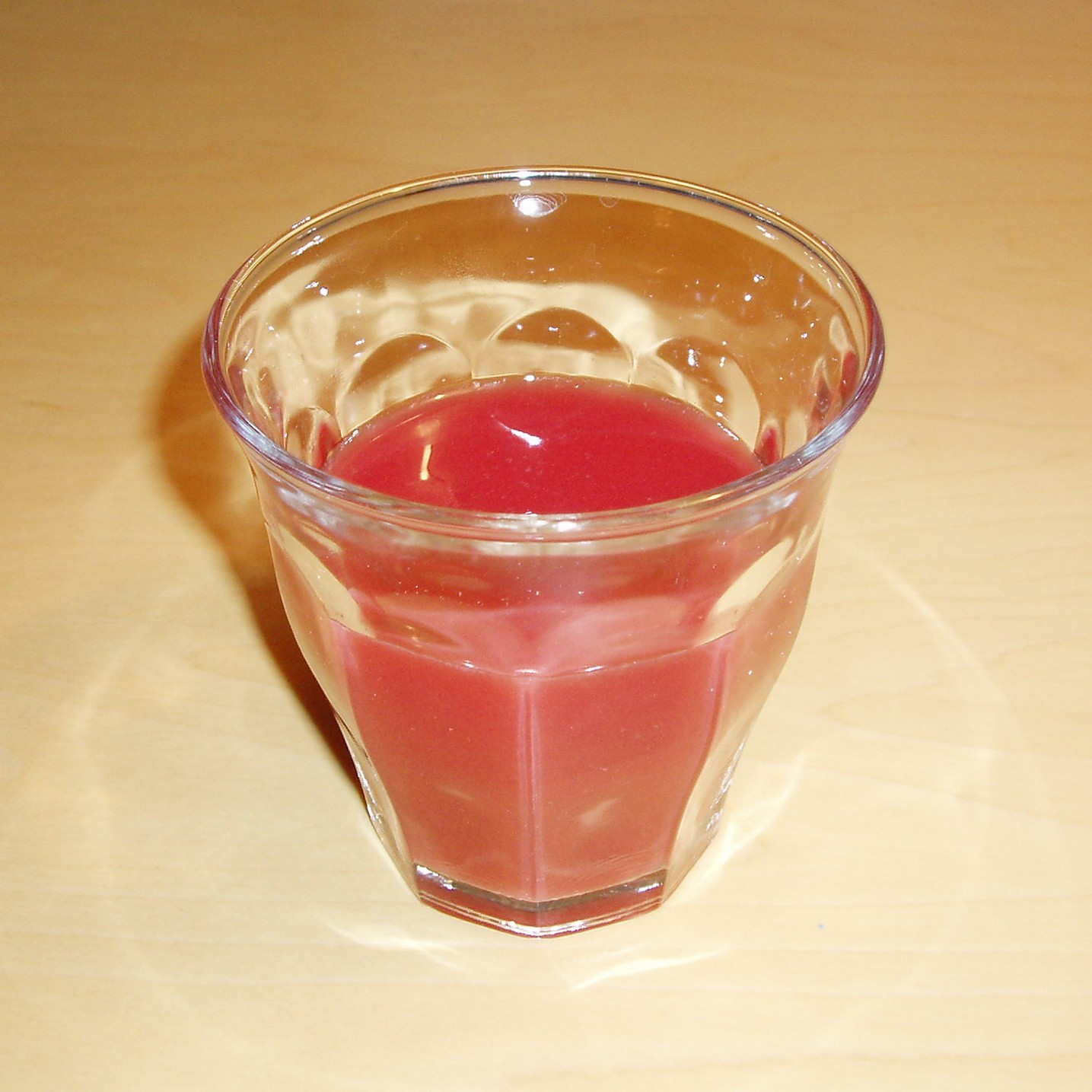
Um copo de suco de Sanguinello

O Moro, uma recente adição a família das laranjas sanguíneas, é o mais colorido dos três tipos, com um fundo roxo e polpa laranja avermelhada. O sabor é mais forte e o aroma é mais intenso do que uma laranja sanguínea normal. Este fruto tem um distinto sabor doce de framboesa, que normalmente é especial para laranjas. A variedade Moro se pensa ter origem no início do século XIX na área em torno de produtores de citrinos Lentini (na província de Siracusa, na Sicília), como uma mutação do "Sanguinello". Moro são laranjas cheia de antocianina, o que significa que a carne varia de laranja-jaspeado com coloração rubi, de cor escarlate, carmesim vivo, e para quase preto. A cor da casca grossa dessa laranja tem uma média de grão fino com manchas vermelhas também variadas para vinho.

## Tarocco
O Tarocco é uma fruta de tamanho médio e é talvez a mais doce e saborosa laranja sanguínea dos três tipos. Sendo a mais popular laranja-sanguínea na Itália, a Tarocco é pensada ser derivado de uma mutação do "Sanguinello". É referido como "meio-sangue", porque a carne não é acentuada em pigmentação vermelha tanto como as variedades Moro e Sanguinello. Tem uma casca fina, ligeiramente esfumaçada em tons vermelhos. O Tarocco é uma das mais populares laranjas sanguíneas do mundo, devido ao seu sabor doce e suculência. Ela tem o mais alto teor de vitamina C de qualquer laranja sanguínea cultivada no mundo, principalmente em razão da fertilidade do solo e por ser fácil de descascar.
A sua presença é conhecida no Rio Grande do Sul, na variedade conhecida como "Tarocco dos Pampas", contudo, sua presença no mercado é baixa. Ela é adaptada às condições climáticas deste estado, e provavelmente derivou-se de uma mutação espontânea de uma 'Tarocco del Francofonte' italiana.

## Sanguinello

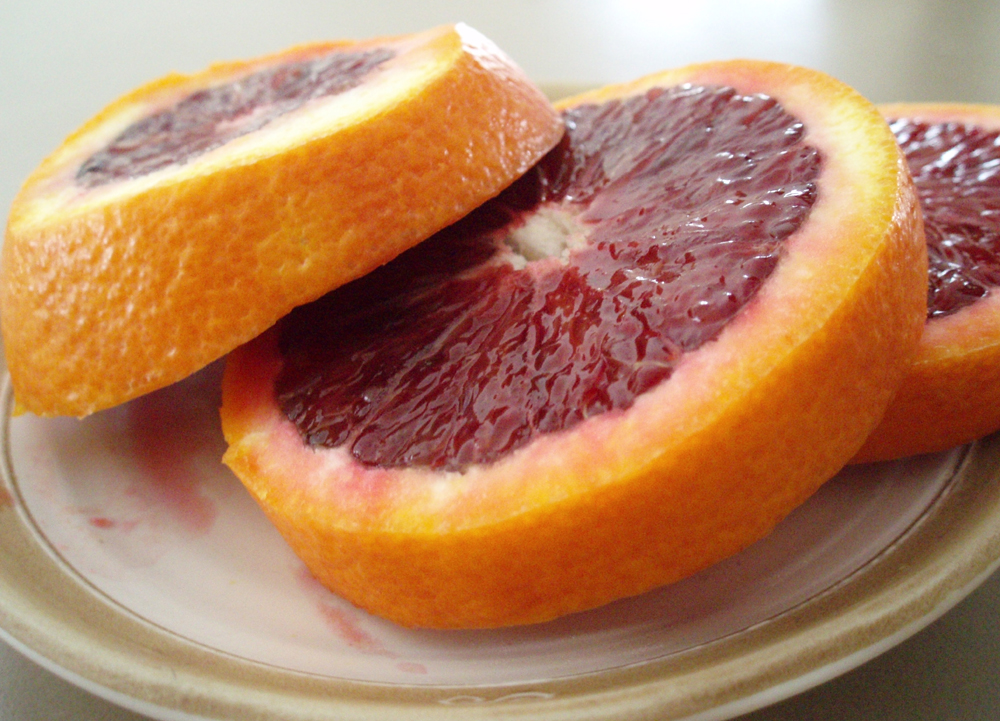
Laranja Sanguínea fatiada

O Sanguinello, também chamado de Sanguinelli nos EUA (seu nome comum siciliano), descoberto na Espanha, em 1929, tem uma pele avermelhada, poucas sementes, e uma doce polpa avermelhada. O Sanguinello -  o nome tardia no siciliano "cheio de sangue" -  está perto de características para o Moro. Ela amadurece, em fevereiro, mas pode permanecer em árvores para a colheita até abril. Essas frutas podem durar até o final de maio. A casca é compacta, amarelo claro e com uma coloração avermelhada. A carne é laranja com múltiplas cores de sangue.

## História e antecedentes
Esses citrinos foram cultivados desde tempos imemoriais, na Sicília, e o cultivo é documentado desde a Idade Média. Enquanto árabes são creditados originalmente com plantações de limões e laranjas amargas na Sicília, os expedicionários genoveses e portugueses apresentam a doce variedade Portogallo, no século XV.
À medida que o fruto da saúde, beneficiando propriedades que se tornaram conhecidas, A Sicília começou a exportar essas laranjas em todo o mundo. Hoje, esses citrinos sicilianos são encontrados em praticamente todos os países que permite as importações. Laranjas sanguíneas cultivadas nos Estados Unidos estão em época de dezembro a março (Texas), e a partir de novembro a maio (Califórnia). Enquanto a árvore vai crescer e dar frutos, na Flórida, o "Mediterrâneo" na variação de temperatura entre o dia e a noite parece ser necessária para desenvolver a distintiva cor vermelha, a antocianina. As laranjas produzidas na Flórida frequentemente têm pouco ou nenhum pigmento vermelho.